# Metro Olografix
Metro Olografix è la più antica associazione culturale in Italia nel campo della telematica. Fondatore e primo presidente nel 1994 è stato Stefano Chiccarelli. Nel corso dei quasi 30 anni di attività, l'associazione - che ha sede a Pescara - si è distinta realizzando eventi di alfabetizzazione informatica e consapevolezza come "L'Hacker e il Magistrato", "TiG", "MOCA (Metro Olografix CAmp)"; quest'ultimo è un raduno/campeggio per hacker che richiama analoghi eventi nordeuropei quali il Chaos Communication Camp.
Molti soci di Metro Olografix sono diventati esperti di sicurezza informatica ed hanno fondato loro società nel settore; altri hanno scritto articoli e libri che toccano diversi aspetti dell'information technology, dell'hacking e della sicurezza informatica, come "Spaghetti Hacker" di Stefano Chiccarelli e Andrea Monti e "Segreti, Spie e Codici Cifrati" di Corrado Giustozzi, Andrea Monti ed Enrico Zimuel.

## Presidenti
- Stefano Chiccarelli (1994-2004)
- Alessio Sclocco (2004-2008)
- Francesco Politi (2008-2012)
- Lucia Zappacosta (2012-2024)
- Michelangelo Morrillo (2024-in carica)

## Metro Olografix CAmp
Il Metro Olografix CAmp, conosciuto anche con l'acronimo di MOCA, è un raduno internazionale di Hacker che si svolge in Italia, a Pescara, con cadenza quadriennale.
L'evento ospita conferenze su tematiche tecniche, politiche e sociali legate alla Società dell'informazione, in particolare privacy, sicurezza informatica e diritti civili. Le conferenze si svolgono in lingua inglese o italiana.

## Edizioni del Metro Olografix CAmp
- 2004 Stadio ex-gesuiti a Pescara
- 2008 Parco della ex caserma Di Cocco a Pescara[4]
- 2012 Parco della ex caserma Di Cocco a Pescara[5]
- 2016 Parco della ex caserma Di Cocco a Pescara[6]
- 2024 International Camping Torre di Cerrano[7]

### Edizione 2024
L'edizione del 2024 del Metro Olografix Camp (MOCA), intitolata "Back to the r00t". L'evento si è tenuto dal 13 al 15 settembre 2024 presso l'International Camping Torre di Cerrano (Pineto), in coincidenza con il trentennale dell'associazione culturale Metro Olografix.
L'edizione è stata dedicata a manray, storico socio e tesoriere di Metro Olografix, scomparso il 14 agosto 2020.

## Ventennale
Nel dicembre 2014, in occasione dei 20 anni di attività, Metro Olografix ha organizzato un evento di promozione culturale gratuito nei giorni 6 e 7 dicembre. L'iniziativa aveva l'obiettivo di diffondere la cultura hacker, dibattere sui diritti in rete e riflettere sugli sviluppi tecnologici futuri.